# 雪星/そして僕は途方に暮れる
「雪星／そして僕は途方に暮れる」（ゆきぼし/そしてぼくはとほうにくれる）は、2007年12月12日にリリースされた高杉さと美の3枚目のシングル。

## 収録曲
1. 雪星 （作詞：H.U.B. 作曲：Tatta Warks 編曲：土肥真生）
KDDI・au ショッピングモール CMソング
2. そして僕は途方に暮れる （作詞：銀色夏生 作曲：大沢誉志幸 編曲：CUBE JUICE）
3. 雪星(Instrumental)
4. そして僕は途方に暮れる(Instrumental)
5. 旅人(Travelin' Desert Mix)

## 参加ミュージシャン
雪星
- Masao Doi （Programming&Guitar）
- Noriyasu“KAASUKE”Kawamura （Drums）
- Takeshi Tanada （Bass）

そして僕は途方に暮れる
- CUBE JUICE （Programming）